# 井岸大桥
井岸大桥，中国广东省珠海市斗门区的一条大桥，是连接斗门井岸镇及白蕉镇之间最早的桥梁之一，全长553米，双向两车道；1988年1月落成通车。
2016年4月，井岸大桥将进行全封闭加固改造工程。
2017年1月7日，井岸大桥恢复通车。